# Rucava kommun
Rucavas novads var en kommun i Lettland. Den låg i den västra delen av landet, 200 km väster om huvudstaden Riga. Antalet invånare var 1 998. Arean var 449 kvadratkilometer.
2021 slogs kommunen samman med kommunerna Aizpute, Durbe, Grobiņa, Nīca, Pāvilosta, Priekule och Vaiņode och bildade Södra Kurzeme kommun.
Följande samhällen fanns i Rucavas novads:
- Rucava